# Migración de la sardina

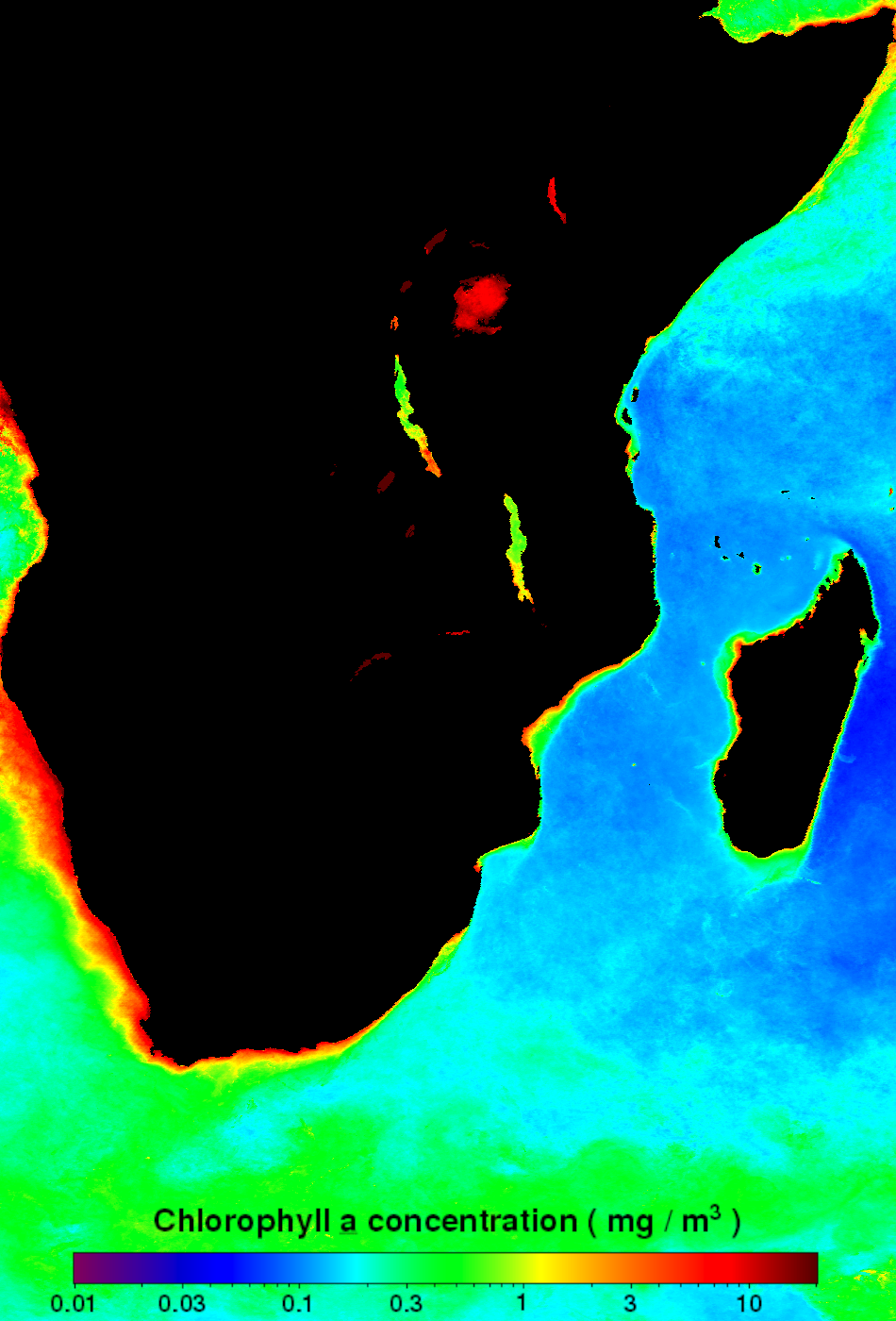
Mapa producido por NASA de la corriente de Agulhas mostrando los niveles de producción primaria durante el 2009. Esto es un indicador de la cantidad de alimento disponible para las sardinas durante el desove.

La migración de la sardina en el sur de África tiene lugar desde mayo hasta julio. En ella miles de millones de sardinas – o más específicamente de Sardinops sagax – desovan en las frías aguas del banco de Agulhas y se desplazan hacia el norte a lo largo de la costa este de Sudáfrica. Es tan grande la masa de peces, que se produce un frenesí de alimentación a lo largo de la línea de la costa.
La migración, de la que participan millones de sardinas, se produce cuando una corriente de agua fría se desvía en sentido norte a partir del banco Agulhas hasta Mozambique donde luego se separa del continente y tuerce al este hacia el Océano Índico.
En cuanto al volumen de biomasa comprendida, los investigadores estiman que la migración de sardina rivaliza en magnitud con la gran migración del ñu en el este de África. Sin embargo, es muy poco lo que se sabe sobre este fenómeno. Se cree que es necesario que la temperatura del agua descienda por debajo de los 21 °C para que se produzca la migración. En el 2003, las sardinas no migraron, siendo esta la tercera vez en 23 años en que no se produce este fenómeno. Mientras que la migración del año 2005 fue normal, en el 2006 nuevamente la migración no ocurrió.
Los bancos de sardinas con frecuencia miden más de 7 km de largo, 1.5 km de ancho y 30 m de profundidad y son claramente visibles desde avionetas que sobrevuelan la zona o desde barcos que navegan por la región.
Las sardinas se agrupan en cardúmenes al sentirse amenazadas. Este comportamiento instintivo es un mecanismo de defensa, ya que es más probable que los ejemplares solitarios sean capturados por depredadores que los grupos grandes.

## Causa de la migración de las sardinas

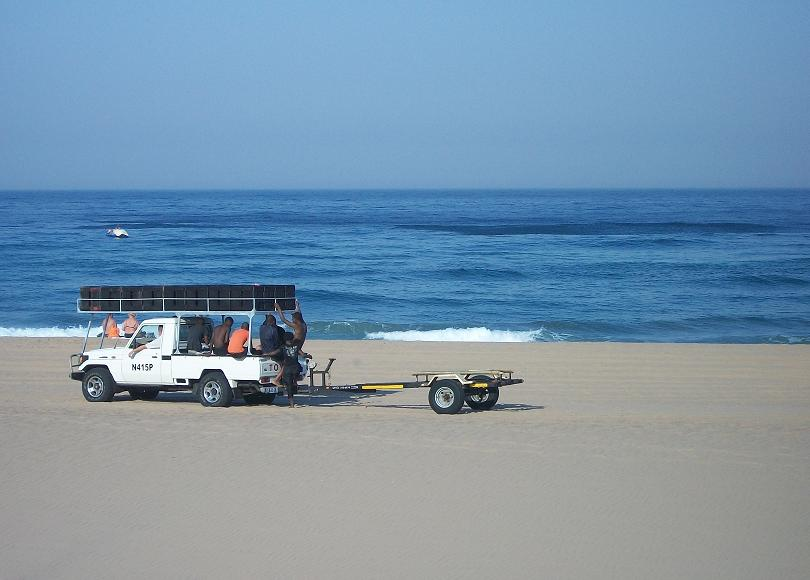
Pesca con red de un banco de sardinas (mancha oscura en el agua).

Se sabe poco desde un punto de vista ecológico sobre la migración de la sardinas. Se han formulado diversas hipótesis, a veces contradictorias, que intentan explicar por qué y cómo se desarrolla la migración.
Una posible explicación reciente de su causa es que la migración de las sardinas se deba a una migración reproductiva estacional de una subpoblación genéricamente distinta de sardina que se desplaza casi todos los años a lo largo de la costa desde el este del banco Agulhas hacia la costa de KwaZulu-Natal.
La migración se encuentra limitada a las aguas costeras debido a la preferencia de la sardina por aguas frías y, la intensidad y temperatura cálida de las aguas de la corriente oceánica de Agulhas, la cual fluye en dirección opuesta a la migración, y es más fuerte fuera de la plataforma continental.
Una franja de agua costera más fresca y la existencia de los Pulsos de Natal y los vórtices resultantes hacen que los bancos de sardinas logren sobreponerse a las limitaciones de su hábitat. La importancia de estos factores coadyuvantes es mayor en aquellas zonas donde la plataforma continental es más angosta.
La presencia de huevos en las aguas de la costa de KwaZulu-Natal sugiere que la sardina pasa allí varios meses y que la migración de regreso a finales del invierno y primavera es casi imperceptible dado que se hace a profundidades en las cuales el agua es más fresca que la temperatura del agua de la superficie.
Algunos años no se observa la migración de la sardina. Ello puede deberse a que no sea avistada desde la costa o a que no se produzca porque la temperatura del agua es elevada y/o por efecto de otras barreras hidrográficas, o la migración puede producirse mar adentro y quizás a profundidades mayores por causa de condiciones inusuales.

## Influencias oceanográficas
La sardina prefiere temperaturas del agua entre 14 y 20 °C. Cada invierno del hemisferio sur la temperatura del mar en proximidades de la costa sureste de Sudáfrica desciende hasta esta banda de temperatura. A lo largo de la costa de KwaZulu-Natal, es posible encontrar sardinas en sectores con temperaturas por sobre los 20 °C.
Se ha pensado a otros factores además de la temperatura pueden influir sobre el desplazamiento de las sardinas a lo largo de la costa de KwaZulu-Natal. Uno de estos factores podría ser la presión que ejercen los depredadores.

### Regiones oceanográficas de la costa de KwaZulu-Natal
La costa de KwaZulu-Natal comprende varias regiones oceanográficas diferentes, cada una bajo la influencia de factores ambientales específicos.
- Las aguas en la plataforma continental en la costa media a sur de KwaZulu-Natal están bajo la influencia directa de la corriente cálida de Agulhas que fluye en dirección suroeste. Estas aguas tienen una temperatura media invernal de 23 °C y la velocidad de la corriente a menudo supera 1 m/s a unos 5 km de la costa.
- La corriente de Agulhas fluye a lo largo de un curso muy estable. La corriente principal se encuentra la mayoría del tiempo mar adentro de la plataforma continental, lo cual indicaría que las condiciones por lo general no son apropiadas para las sardinas en ese sector de la costa.
- No parece que los vientos locales tengan demasiado influencia sobre las corrientes marinas.
- Las sardinas se desplazan hacia la costa en la medida que viajan hacia el norte a lo largo de la costa, pero no se sabe si es a causa de las condiciones medioambientales o biológicas.
- Existe un giro ciclónico persistente denominado Remolino de Durban, donde la corriente cálida de Agulhas fluye hacia la plataforma por lo que la dirección de la corriente es hacia la costa en dirección sur a norte. Este sector de la costa es una zona de transición entre el sector dominado por la acción del viento del sector al norte de la plataforma continental, y la sección dominada por la corriente de Agulhas hacia el sur.
- La sección norte de la costa de la plataforma continental es bastante más ancha (>40 km) que la de la costa sur (unos 15 km). Ello hace que la corriente de Agulhas fluya hacia mar adentro, y las condiciones de la corriente sobre la plataforma poseen mayor variabilidad. Los vientos parecerían ejercer una influencia importante en la región. Los vientos costeros de dirección noreste o sudoeste preceden a las corrientes marinas en direcciones similares por unas 18 horas. A menudo la temperatura del mar es menor y la concentración de nutrientes es más elevada que sobre la costa sur.[6]
- La costa norte parece ser un hábitat más adecuado para la sardina, pero se desconoce hasta que punto sacan provecho de ello.

Estas diversas regiones pueden afectar la distribución y desplazamiento de los bancos de sardinas.

### Variables oceanográficas y presencia de las sardinas
Se ha determinado que algunas variables oceanográficas son útiles para describir las condiciones que influyen sobre la presencia de las sardinas.
- La temperatura del agua ejerce una influencia inversa muy significativa, eso es coherente con el rango de temperatura que prefiere la sardina.
- Las corrientes marinas tienen un efecto significativo, las corriente calmas son las más favorables para las sardinas mientras que las velocidades moderadas del norte hacia el sur producen un mayor efecto contra la migración, ya que las sardinas se desplazan en dirección norte, por lo que tienen que ir a contracorriente.

Otras condiciones asociadas con la presencia de las sardinas son:
- Aumento de la presión atmosférica: la presencia de las sardinas se manifiesta con mayor intensidad durante períodos de frentes fríos a lo largo de la costa de KwaZulu-Natal. Estos periodos se caracterizan por condiciones atmosféricas de calma y corrientes costeras suaves.
- Los grandes oleajes y la baja claridad del agua asociada a los frentes fríos tienen un efecto negativo en la presencia de sardina.
- La dirección y velocidad del viento, dirección de la corriente, temperatura del aire y nivel de precipitación son todos factores que afectan la temperatura de la superficie del mar y por lo tanto la presencia de las sardinas.
- Los efectos de las corrientes y dirección del viento son dominantes con vientos del noreste y corrientes de norte a sur que reducen la temperatura en la superficie del mar.
- Los vientos del noreste hacen que la capa en la superficie del mar se aleje de la costa (Ekman veering), permitiendo que agua fresca alcance la superficie, y los vientos del suroeste empujen el agua en la superficie de la corriente cálida de Agulhas hacia la costa lo que produce un incremento de la temperatura en la costa, lo cual desalienta la presencia de sardinas.